# 北はりま消防組合
北はりま消防組合（きたはりましょうぼうくみあい）は、兵庫県西脇市、加西市、加東市および多可郡多可町を管轄する北はりま消防本部を設置する一部事務組合（消防組合）。管轄区域の3市1町が設置。組合管理者は関係市町長の互選で現在は西脇市長。消防本部の消防長の階級は消防正監で消防吏員より指名される。

## 沿革

### 北はりま消防組合設立後
- 2011年4月1日 - にしたか消防本部、加西市消防本部及び加東市消防本部が統合し、北はりま消防本部が発足
- 2016年4月1日 - 加東消防署東条分署が移転開庁（加東市森870番地3から加東市天神123番地）
- 2017年4月1日 - 西脇消防署黒田庄駐在所を廃止し、西脇消防署西脇北出張所が開庁
- 同日 - 加西消防署南分署を加西消防署加西南出張所に、加西消防署北分署を加西消防署加西北出張所に、加東消防署東条分署を加東消防署東条出張所に名称変更
- 2018年4月1日 - 消防本部を移転開庁（加東市下滝野の加東市役所滝野庁舎から西脇市野村町1796番地の502）
- 同日 - 加東消防署を移転開庁（加東市上中778番地52）
- 2019年4月1日 - 多可消防署を西脇消防署多可出張所へ組織改編
- 同日 - 多可消防署加美駐在所及び多可消防署八千代駐在所を廃止し、西脇消防署多可北出張所及び西脇消防署多可南出張所を開庁
- 2021年11月1日 - 西脇消防署多可出張所を移転開庁（多可郡多可町中区岸上281番地177から多可郡多可町中区茂利243番地1）

### 旧にしたか消防本部
- 1963年4月6日 - 西脇市消防本部を設置、職員6名で消防事務を開始（西脇市西脇790番地の14）
- 1963年10月1日 - 救急車1台と職員3名の増員配置により救急業務開始
- 1965年4月1日 - 西脇市消防署設置、消防業務を開始（消防ポンプ自動車1台、救急車1台、職員18名）
- 1968年1月20日 - 西脇市消防本部（署）庁舎新築移転（西脇市郷瀬町605番地）
- 1980年1月5日 - 西脇市多可郡消防事務組合設立許可（兵庫県指令地第40号）
- 1980年4月1日 - 西脇市多可郡消防事務組合消防本部、西脇消防署（西脇市郷瀬町605番地）及び西脇消防署中町出張所（多可郡中町中村町123番地の仮庁舎）を開設し、業務開始
- 1980年6月6日 - 西脇市多可郡消防事務組合消防本部・西脇消防署庁舎竣工、移転（西脇市野村町1796番地の502）
- 1980年11月6日 - 中町出張所新庁舎起工
- 1981年10月1日 - 組合の共同処理する事務として「西脇市多可郡休日応急診療センター」開設。（西脇市郷瀬町665番地の135）
- 1989年10月1日 - 組合の共同処理事務に農業共済事務を加え西脇多可行政事務組合に改称
- 1990年4月1日 - 西脇消防署中町出張所を西脇消防署中町分署に名称変更
- 1990年11月1日 - 八千代町役場に八千代町消防駐在所開設（職員2名、消防パトロール車2台配備）
- 1991年11月1日 - 加美町役場に加美町消防駐在所開設（職員2名、消防パトロール車1台配備）
- 1992年11月2日 - 黒田庄町役場に黒田庄町消防駐在所開設（職員2名、消防パトロール車1台配備）
- 1994年4月8日 - 庁舎増築及び消防緊急通信指令施設竣工式、通信指令室及びトレーニング室168m2増築
- 1995年11月1日 - 加美町消防駐在所移設に伴う竣工式
- 1995年12月14日 - 黒田庄町消防駐在所移設に伴う竣工式
- 2001年4月1日 - にしたか消防本部に名称変更
- 2010年4月1日 - 多可消防署開所式（中分署を消防署に格上げ）
- 2011年4月1日 - 北はりま消防本部に統合

### 旧加西市消防本部

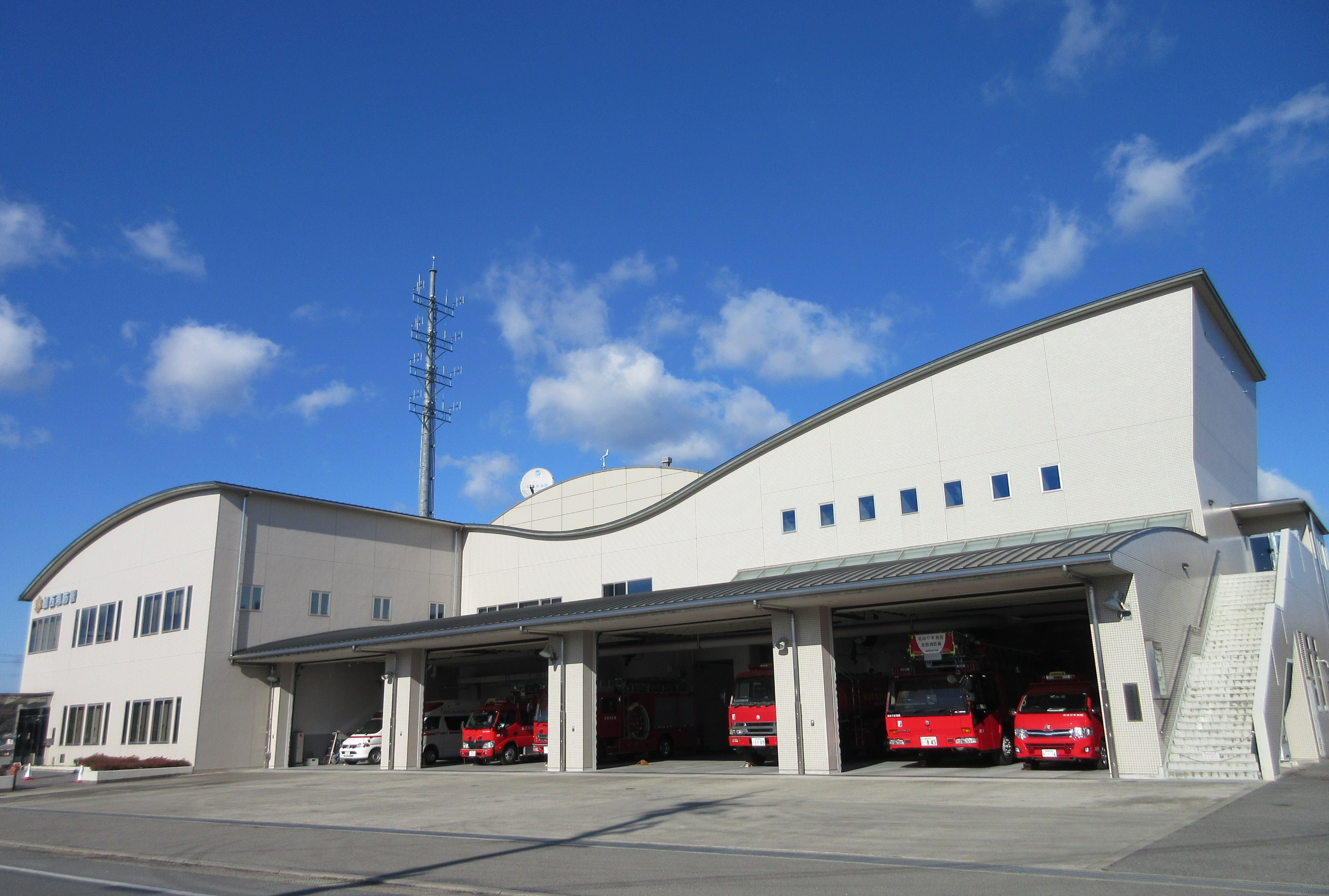
加西消防署

- 1969年4月7日 - 消防本部、消防署設置の政令指定を受ける。
- 1970年1月10日 - 消防庁舎新築工事起工式執行
- 1970年3月31日 - 消防庁舎竣工。
- 1970年4月1日 - 加西市消防本部・加西市消防署を設置、普通消防ポンプ自動車2台、司令車1台を配備し、消防吏員21名で業務を開始。
- 1970年5月1日 - 加西市消防署に救急自動車を配備し、救急業務を開始する。
- 1973年11月30日 - 消防庁舎（車庫及び会議室延べ180.10m2）増設
- 1974年2月25日 - 加西市消防署に屈折はしご付消防自動車を配備する。
- 1978年10月31日 - 消防庁舎（厚生施設延べ130.32m2）増設
- 1980年12月14日 - 加西市消防署に救助工作車を配備する。
- 1985年4月1日 - 加西市消防本部・消防署に課制を導入する。
- 1988年2月26日 - 加西市消防署に化学消防自動車を配備する。
- 1990年12月17日 - 加西市消防署に南分署を開設し、消防・救急業務を開始する。
- 1993年3月5日 - 加西市消防署に北分署を開設し、消防・救急業務を開始する。
- 1996年3月19日 - 加西市消防署に高規格救急自動車を配備する。
- 1997年9月22日 - 新庁舎建設に着手。
- 1998年12月25日 - 加西市消防本部・消防署新庁舎が完成し、業務を開始する。
- 1999年2月26日 - 加西市消防署南分署に高規格救急自動車を配備する。
- 1999年3月11日 - 訓練施設完成
- 2000年10月24日 - 加西市消防署にはしご付消防自動車を配備する。
- 2002年3月28日 - 加西市消防署北分署に高規格救急自動車を配備する。
- 2011年4月1日 - 北はりま消防本部に統合

### 旧加東市消防本部
- 1972年4月1日 - 加東郡社町・滝野町・東条町が加東消防事務組合消防本部・加東消防署を設置し、消防・救急業務を開始する。
- 1972年10月1日 - 加東消防署東条分駐所を開設し、消防・救急業務を開始する。
- 1972年10月21日 - 加東消防事務組合消防本部・消防署庁舎及び東条分駐所庁舎が竣工する。
- 1980年4月1日 - 加東消防事務組合消防本部に課制を導入する。東条分駐所を東条分署に改称する。
- 1987年10月8日 - はしご付消防自動車を配備する。
- 1996年12月24日 - 加東消防署に高規格救急自動車を配備する。
- 1997年9月26日 - 加東消防署に化学消防自動車を配備する。
- 1998年12月21日 - 加東消防署東条分署に高規格救急自動車を配備する。
- 2000年3月7日 - 加東消防署に救助工作車を配備する。
- 2006年3月20日 - 社町・滝野町・東条町の新設合併により、加東市が発足する。
  - 3町が設立していた加東行政事務組合が合併前日をもって解散し、加東市に承継する。加東行政事務組合消防本部より、単独消防として加東市消防本部・加東市消防署を設置する。
- 2011年4月1日 - 北はりま消防本部に統合される。

## 組織
- 消防本部
  - 消防部
    - 総務課
      - 総務係、人事係

    - 企画財政課
      - 企画係、財政係

    - 予防課
      - 予防係、査察係、危険物係

  - 警防部
    - 警防課
      - 警防係、救助係

    - 救急課
      - 救急係

    - 情報管理課
      - 情報管理1係、情報管理2係
- 消防署
  - 消防署（3署）
    - 庶務係、予防係、危険物係
    - 調査1係、警備1係、救急1係、救助1係
    - 調査2係、警備2係、救急2係、救助2係
    - 出張所（7出張所）
      - 警備調査1係、警備調査2係

## 主力機械
- 附番規則
  - 消防救急無線の呼出符号（化学水槽車や査察広報車などの兼用車輌は例外あり）
  - ○○は本部・署所名（「本部」、「西脇」署、「西脇」北出張所、「加西」署、加西「南」・加西「北」出張所、「加東」署、「東条」出張所、西脇署「多可」・「多可」北・「多可」南出張所）
- 附番原則
  - 水槽付消防ポンプ車：○○1
  - 消防ポンプ車：○○2・○○12
  - 救助工作車：○○3
  - はしご付消防車：○○4
  - 化学消防車：○○5
  - 現場指揮車：○○6
  - 林野火災工作車：○○7
  - 水槽車：○○10
  - 救急車：○○9x（91～93）
    - 加西市・加東市は消防署・出張所単位で附番、西脇市・多可町は市町毎に通し番号

  - 司令車・指令車：○○110
  - 資機材搬送車：○○120・○○130
  - 連絡車：○○140
  - 査察車：○○160
  - 広報車：○○170

本部・署所別附番状況（2024年4月1日現在）
- 消防本部
  - 指揮支援車：1（本部6）
  - 査察車：2（本部140・160）
  - 総務連絡車
- 西脇消防署
  - 化学消防ポンプ車II型：1（西脇1）
  - 消防ポンプ車CD-I型：1（西脇2）
  - 救助工作車II型：1（西脇3）
  - 屈折はしご付消防車15m級：1（西脇4）
  - 林野火災工作車：1（西脇7）
  - 高規格救急車：2（西脇91・92）
  - 司令車：1（西脇110）
  - 資機材搬送車：1（西脇120）
  - 連絡車：1（西脇140）
  - 査察車：1（西脇160）
  - 防火広報車：1（西脇170）
- 西脇消防署 西脇北出張所
  - 救急車2B型：1（西脇93）
- 加西消防署
  - 水槽付消防ポンプ車I-B型：1（加西1）
  - 消防ポンプ車CD-I型：1（加西2）
  - 救助工作車：1（加西3）
  - 現場指揮車：1（加西6）
  - 小型動力ポンプ付水槽車II型（10t水槽）：1（加西10）
  - 高規格救急車：2（加西91・92）
  - 司令車：1（加西110）
  - 資機材搬送車:2（加西120・130）
- 加西消防署 加西南出張所
  - 水槽付消防ポンプ車I-A型：1（南1）
  - 高規格救急車：1（南91）
  - 事務連絡車：1（南140）
- 加西消防署 加西北出張所
  - 水槽付消防ポンプ車I-B型：1（北1）
  - 現場指揮車：1（北6）
  - 高規格救急車：1（北91）
- 加東消防署
  - 水槽付消防ポンプ車II型：1（加東1）
  - 消防ポンプ車CD-I型：2（加東2・12）
  - 救助工作車II型：1（加東3）
  - はしご付消防ポンプ車24m級：1（加東4）
  - 化学消防ポンプ車I型：1（加東5（火災保険号））
  - 指揮支援車：1（加東6）
  - 高規格救急車：2（加東91・92）
  - 指令車：1（加東110）
  - 搬送車：1（加東120）
  - 査察車：1（加東160）
  - 広報車：2（加東170）
- 加東消防署 東条出張所
  - 消防ポンプ車：1（東条1）
  - 高規格救急車：1（東条91）
  - 搬送車：1（東条120）
- 西脇消防署 多可出張所
  - 消防ポンプ車CD-II型：1（多可1）
  - 消防ポンプ車CD-I型：1（多可2）
  - 高規格救急車：1（多可91）
  - 査察広報車：1（多可160）
- 西脇消防署 多可北出張所
  - 救急車2B型：1（多可92）
- 西脇消防署 多可南出張所
  - 救急車2B型：1（多可93）

## 消防署
| 消防署     | 住所                    | 出張所 |
| ---------- | ----------------------- | --- |
| 西脇消防署 | 西脇市野村町1796-502    | 西脇北：西脇市寺内515-1 多可：多可郡多可町中区茂利243-1 多可北：多可郡多可町加美区豊部240 多可南：多可郡多可町八千代区中野間650 |
| 加西消防署 | 加西市北条町東高室993-1 | 加西南：加西市上宮木町387-13 加西北：加西市満久町220                                                                            |
| 加東消防署 | 加東市上中778-52        | 東条：加東市天神123 |